# Edwin van Ankeren
Edwin van Ankeren est un footballeur néerlandais né le 13 août 1968 à Amsterdam.

## Biographie
Il a joué aux Pays-Bas, en Belgique, en France, en Norvège et en Italie dans un tour d'Europe des clubs de 21 ans dans le football professionnel.
Très apprécié dans chaque club qu'il a fréquenté, il n'a laissé que de bon souvenir comme joueur, ne ménageant jamais ses efforts.
De 1996 à 1999, il gagne avec le Germinal Beerschot Anvers un trophée, la Coupe de Belgique en 1997 et atteint deux fois la finale de la Coupe de la Ligue belge 1998 et 1999.
Lors de son passage à l'En avant de Guingamp, il apporte toute son expérience, marquant 9 buts et devenant vice-champion de Division 2 en 2000.
En 2002, avec le ODD Grenland, il atteint la finale de la Coupe de Norvège. Il quitte le club norvégien à la fin de son contrat fin 2003.
En janvier 2004, il a commencé la saison comme joueur-entraîneur adjoint dans le club norvégien de Tollnes BK en deuxième division norvégienne.
À l'été 2005, il voulait rejouer pour un club professionnel, il a donc signé une année de contrat avec le club de FC Omniworld.
Il a joué son dernier match de football professionnel le 10 avril 2006 lors de la rencontre FC Omniworld contre FC Dordrecht.
En avril 2008, il est annoncé comme devenant l'entraîneur adjoint de Peter Boeve au FC Omniworld en remplacement de Peter van Vossen, parti à AGOVV Apeldoorn.

## Carrière

### junior
1984-1985 : FC Zwolle 

### de footballeur
| Saison    | Club                | Pays     | Division        | Matchs | Buts |  |
| --------- | ------------------- | -------- | --------------- | ------ | ---- |  |
| 1985-1986 | FC Zwolle           | Pays-Bas | D2 néerlandaise | 14     | 3    |  |
| 1986-1987 | FC Zwolle           | Pays-Bas | Eredivisie      | 19     | 4    |  |
| 1987-1988 | FC Zwolle           | Pays-Bas | Eredivisie      | 28     | 6    |  |
| 1988-1989 | FC Zwolle           | Pays-Bas | Eredivisie      | 30     | 9    |  |
| 1989-1990 | KSK Beveren         | Belgique | Jupiler League  | 26     | 8    |  |
| 1990-1991 | KSK Beveren         | Belgique | Jupiler League  | 24     | 11   |  |
| 1991-1992 | KSK Beveren         | Belgique | Jupiler League  | 2      | 0    |  |
| 1991-1992 | RWD Molenbeek       | Belgique | Jupiler League  | 20     | 7    |  |
| 1992-1993 | RWD Molenbeek       | Belgique | Jupiler League  | 29     | 12   |  |
| 1993-1994 | PSV Eindhoven       | Pays-Bas | Eredivisie      | 19     | 3    |  |
| 1994-1995 | Eendracht Alost     | Belgique | Jupiler League  | 23     | 12   |  |
| 1995-1996 | Eendracht Alost     | Belgique | Jupiler League  | 18     | 10   |  |
| 1996-1997 | KFC Germinal Ekeren | Belgique | Jupiler League  | 21     | 3    |  |
| 1997-1998 | KFC Germinal Ekeren | Belgique | Jupiler League  | 24     | 5    |  |
| 1998-1999 | KFC Germinal Ekeren | Belgique | Jupiler League  | 24     | 7    |  |
| 1999-2000 | EA Guingamp         | France   | Ligue 2         | 26     | 9    |  |
| 2000      | EA Guingamp         | France   | Ligue 1         | 7      | 0    |  |
| 2000      | AS Viterbese Calcio | Italie   | Serie C2        | 1      | -    |  |
| 2001      | ODD Grenland        | Norvège  | D1 norvégienne  | 18     | 9    |  |
| 2002      | ODD Grenland        | Norvège  | D1 norvégienne  | 18     | 5    |  |
| 2003      | ODD Grenland        | Norvège  | D1 norvégienne  | 20     | 10   |  |
| 2004-2005 | Tollnes             | Norvège  | D2 norvégienne  | -      | -    |  |
| 2005-2006 | FC Omniworld        | Pays-Bas | D2 néerlandaise | 17     | 2    |  |
| 1985-2006 | Total               | --       | --              | 428    | 135  |  |

### d'entraîneur
- 2004-2005 : Tollnes ( Norvège) entraîneur adjoint
- 2008-... : FC Omniworld ( Pays-Bas) entraîneur adjoint